# ジェームス・テイラー (ゲーム)
ジェームズ・テイラー（James Taylor）は、ザ・ハウス・オブ・ザ・デッドシリーズ（以下、HODシリーズ）に登場する架空の人物で、同シリーズの主人公の一人。

## 概要
『ザ・ハウス・オブ・ザ・デッド2』及び『4』の1P主人公。
『スカーレット・ドーン』の1P主人公ライアン・テイラーという弟がおり、関係は不明だが「HODIII」の主人公ダン・テイラーという姓が同じ人物がいる。
性格はG同様デジタルな思考の持ち主であるが、後述のゴールドマン事件以降正義感と希望を捨てない強い精神を持つ性格になった。

## 来歴・関わった事件

### ゴールドマン事件
『ザ・ハウス・オブ・ザ・デッド 2』（1998年発売）
当時35歳。パートナーのゲーリー・スチュワートとともにベニスでの奇妙な事件の調査と行方不明になっているGの捜索のため派遣された。ゾンビとの戦いの中、ゴールドマンがこの事件を起こしたと突き止める。途中、ハリー・ハリスが"Strength"によって襲われた影響により怒りが爆発、ゴールドマンビルに突入、ゴールドマンの最高傑作である"Emperor"を撃破、この事件を解決する。

### ロンドン事件
『ザ・ハウス・オブ・ザ・デッド 4』（2005年発売）
当時38または39歳。ジェームズ・テイラーは「3年前の事件がまだ続いている」と予想、現地のAMSエージェント、ケイト・グリーンの案内で、AMSヨーロッパ本部地下五階でゴールドマン事件の再調査を行っていた。が、とてつもない大地震が発生、本部内部に閉じ込められてしまう。
数日後、救援を待っていたジェームズとケイトだったが、PDAが反応しセキュリティカメラに写った多くのゾンビの群れを見る。彼らは危険を感じ、持てるだけの武器そして弾薬を持ち脱出を試みる。無数のゾンビの襲撃を潜り抜け、地上に出た彼等を待っていたものは、かつて栄華を極めたロンドンの崩壊した姿だった。絶望するケイトを自らも希望を失いそうになりながらもジェームズは彼女を慰める。
その時、ジェームズの所持していたPDAにメールが届く。その送信主は3年前に死んだはずのゴールドマンだった。本文には「役者と舞台は揃った」とあり、添付ファイルからは核ミサイルによる地球滅亡を示唆するタイマーが現れる。3年前の事件に決着をつけるべく、ジェームズは打ちひしがれるケイトを連れ、封鎖されたゴールドマンビルへと向かう。
ビル最上階へと辿り着いた2人に、パソコンのモニターに写し出されるゴールドマンは「パンドラの箱は開かれようとしている。私はもうそれを止めることができない。ここまで来た者に希望を託す」と告げる。 その時、ビル眼下の地面からせり上がってくる巨大な繭。繭の中から現れる異形。それはワールドという巨大なモンスターであった。
ワールドが第3形態に変体を遂げようとした際、ジェームズはそれを阻止するためPDAの自爆スイッチ（衛星レーザー照射デバイス説もある）を起動。それをワールドに投げつけ、ワールドもろとも爆死する。
また｢スカーレット・ドーン｣で、上記以外の事件にも関わっていたことが示唆されている。